# Maki F102A
Der Maki F102A war der zweite Formel-1-Rennwagen des japanischen Teams Maki Engineering. Das Auto wurde 1976 zu einem Weltmeisterschaftslauf der Formel 1 gemeldet und scheiterte dort an der Qualifikation.

## Hintergrund
Das 1973 gegründete Unternehmen Maki Engineering war ein „Amateurprojekt“ der japanischen Ingenieure Kenji Mimura und Masao Ono. Beide hatten, als sie 1973 mit dem Maki F101 ihren ersten Formel-1-Rennwagen konstruierten, keinerlei Motorsporterfahrung. Der stark übergewichtige F101, der in den Jahren 1974 und 1975 zu einzelnen Rennen gemeldet wurde, galt als laienhaft konstruiert und potentiell gefährlich. Howden Ganley, Hiroshi Fushida und Tony Trimmer, die nacheinander das Auto einsetzten, verpassten bei jedem der insgesamt sieben Versuche die Qualifikation. Nach dem Ende der Saison 1975 verließ Masao Ono das Team, um einen Rennwagen für das Konkurrenzteam Kojima zu konstruieren. Mimura verfolgte ungeachtet dessen das Ziel weiter, wenigstens beim Großen Preis von Japan 1976 mit einem eigenen Auto am Start zu sein. Für dieses Rennen entstand der Maki F102A. Nachdem sich das Auto in Japan als ebenso erfolglos erwiesen hatte wie sein Vorgänger, stellte Maki den Rennbetrieb ein.

## Konstruktion
Während der F101 von Maki-Ingenieuren entwickelt worden war, entstand der des F102A bei einem externen Unternehmen. Mimura beauftragte KC Engineering, ein Konstruktionsbüro, das ehemalige Maki-Mechaniker gegründet hatten, mit der Konzeption des neuen Autos.
Die technische Konzeption des F102A ähnelte der seines Vorgängers. Das Auto hatte wiederum ein Aluminium-Monocoque. Als Antrieb diente ein Achtzylindermotor von Cosworth (Typ DFV). Die Karosserie war neu gestaltet. Sie wurde als „weniger massig“, dafür aber „stark verwinkelt“ wahrgenommen. Der F102A hatte keine Seitenkästen. Die Kühler standen parallel zum Chassis. Das Gewicht des Autos wurde mit 530 kg angegeben. Die Reifen bezog Maki von Goodyear.
Nach Darstellung seines Fahrers Tony Trimmer war der F102A mangelhaft konstruiert und zusammengebaut. Die gesamte Frontpartie sei lediglich mit einer einzelnen Halteklammer am Monocoque befestigt gewesen. Insgesamt sei der F102 „noch schlimmer als sein Vorgänger“ gewesen; die Teamchefs anderer Rennställe hätten ihm aus Sicherheitsgründen davon abgeraten, den F102A zu fahren.

## Renneinsatz
Maki Engineering meldete den F102A zum Großen Preis von Japan 1976, der am 24. Oktober des Jahres auf dem Fuji Speedway ausgetragen wurde. Als Fahrer wurde erneut Tony Trimmer verpflichtet, der seit seinem letzten Rennen mit Maki im Frühherbst 1975 kein Formel-1-Rennen bestritten hatte. Für Trimmer war der Einsatz bei Maki eine Chance, sich erneut in der Formel 1 zu zeigen. Das Team wurde finanziell von dem japanischen Mischkonzern Fujita unterstützt; das Auto war schwarz lackiert und trug gelbe Akzentstreifen.
Im freien Freitagstraining trat bereits nach einer Runde ein Getriebedefekt ein. Im anschließenden Qualifikationstraining legte Trimmer nur eine gezeitete Runde zurück. Seine Rundenzeit betrug über eineinhalb Minuten. Er war damit 18 Sekunden langsamer als Polesitter Mario Andretti (Team Lotus) und 13,5 Sekunden langsamer als Hans Binder, der im technisch unterlegenen Williams FW05 den 26. und letzten Startplatz belegte. Damit war Trimmer im Maki nicht qualifiziert.
Das US-amerikanische Team Shadow bot Trimmer nach der verpassten Qualifikation einen kurzfristigen Einsatz in einem Werks-Shadow an; Maki entließ Trimmer allerdings nicht aus seinem Vertrag.

## Rennergebnisse in der Formel 1
| Fahrer                           | Nr.                              | 1 | 2 | 3 | 4 | 5 | 6 | 7 | 8 | 9 | 10 | 11 | 12 | 13 | 14 | 15 | 16  | Punkte | Rang |
| -------------------------------- | -------------------------------- | - | - | - | - | - | - | - | - | - | -- | -- | -- | -- | -- | -- | --- | ------ | ---- |
| Automobil-Weltmeisterschaft 1976 | Automobil-Weltmeisterschaft 1976 |   |   |   |   |   |   |   |   |   |    |    |    |    |    |    |     | 0      | —    |
| T. Trimmer                       | 54                               |   |   |   |   |   |   |   |   |   |    |    |    |    |    |    | DNQ | 0      | —    |

| Legende  | Legende            | Legende                                                          |
| Farbe    | Abkürzung          | Bedeutung                                                        |
| -------- | ------------------ | ---------------------------------------------------------------- |
| Gold     | –                  | Sieg                                                             |
| Silber   | –                  | 2. Platz                                                         |
| Bronze   | –                  | 3. Platz                                                         |
| Grün     | –                  | Platzierung in den Punkten                                       |
| Blau     | –                  | Klassifiziert außerhalb der Punkteränge                          |
| Violett  | DNF                | Rennen nicht beendet (did not finish)                            |
| Violett  | NC                 | nicht klassifiziert (not classified)                             |
| Rot      | DNQ                | nicht qualifiziert (did not qualify)                             |
| Rot      | DNPQ               | in Vorqualifikation gescheitert (did not pre-qualify)            |
| Schwarz  | DSQ                | disqualifiziert (disqualified)                                   |
| Weiß     | DNS                | nicht am Start (did not start)                                   |
| Weiß     | WD                 | zurückgezogen (withdrawn)                                        |
| Hellblau | PO                 | nur am Training teilgenommen (practiced only)                    |
| Hellblau | TD                 | Freitags-Testfahrer (test driver)                                |
| ohne     | DNP                | nicht am Training teilgenommen (did not practice)                |
| ohne     | INJ                | verletzt oder krank (injured)                                    |
| ohne     | EX                 | ausgeschlossen (excluded)                                        |
| ohne     | DNA                | nicht erschienen (did not arrive)                                |
| ohne     | C                  | Rennen abgesagt (cancelled)                                      |
| ohne     | keine WM-Teilnahme |                                                                  |
| sonstige | P/fett             | Pole-Position                                                    |
| sonstige | 1/2/3/4/5/6/7/8    | Punktplatzierung im Sprint-/Qualifikationsrennen                 |
| sonstige | SR/kursiv          | Schnellste Rennrunde                                             |
| sonstige | *                  | nicht im Ziel, aufgrund der zurückgelegten Distanz aber gewertet |
| sonstige | ()                 | Streichresultate                                                 |
| sonstige | unterstrichen      | Führender in der Gesamtwertung                                   |